# باب تيوكا
باب تيوكا هي قرية ريفية في إقليم سيدي قاسم ضمن جهة الغرب شراردة بني حسين بالغرب المغربي. كان مجموع عدد سكان جماعة باب تيوكا 8.042 نسمة.(تعداد السكان الرسمي 2004)